# Jyske mesterskab 1913-14 (fodbold)
Det jyske mesterskab i fodbold 1913-14 var den 16. udgave af turneringen om det jyske mesterskab i fodbold for herrer organiseret af Jysk Boldspils-Union. Finalen i turneringen stod for tredje år i træk mellem Vejle BK og AaB. For tredje år i træk vandt Vejle.
Vinderen af turneringen kvalificerede sig til Landsfodboldturneringen 1913-14

## Semifinaler
AaB - Skive 9 - 0
Vejle BK - Vamdrup BK 5 - 0. Spillet i Kolding.

## Finale
10/5 1914: Vejle - AaB 4 - 2 (3 - 1)
Spillet på Boldbanen ved Dalgas Avenue i Aarhus. 400 tilskuere. 

## Øvrige kilder
- Alstrup, Aksel (1950-1953). "JBU-mesterskabernes fordeling". Jysk Fodbold i Fortid og Nutid - Bind 1 & 2. Odense: Jydsk Boldspil-Union, Østergaards Forlag. s. 88-92.
- Johannes Gandil (1939): Dansk fodbold, Sportsbladets forlag.